# Редькін Андрій Михайлович
Андрій Михайлович Редькін (4 лютого 1900, станція Косминіно Костромського повіту Костромської губернії, тепер Нерехтського району Костромської області, Російська Федерація — 19 квітня 1963, місто Москва, тепер Російська Федерація) — радянський діяч, міністр суднобудівної промисловості СРСР. Депутат Верховної ради СРСР 4-го скликання (у 1956—1958 роках).

## Життєпис
Народився в родині селянина на станції Косминіно Ярославської залізниці. З 1915 до 1919 року працював у господарстві батьків у селі Говядино Ярославської губернії. У 1919—1921 роках — тракторист Костромського міськвиконкому.
З 20 серпня 1921 року — на Військово-морському флоті РРФСР. У 1921—1922 роках — слухач курсів техніків командного складу флоту та училища командного складу флоту в Петрограді. У 1922—1926 роках — курсант Вищого військово-морського інженерного училища імені Дзержинського у Петрограді (Ленінграді).
У 1926—1928 роках — інженер технічного відділу, начальник майстерень та конструкторського бюро Кронштадтського судноремонтного (морського) заводу. 
Член ВКП(б) з жовтня 1927 року.
У 1928—1929 роках — старший інженер та помічник начальника відділу суднобудування Технічного управління Військово-морських сил РСЧА.
У вересні 1929 — травні 1931 року — слухач Військово-морської академії імені Ворошилова в Ленінграді.
У 1931—1933 роках — головний корабельний інженер Головного військового порту Чорноморського флоту в місті Севастополі.
У 1933—1937 роках — військовий представник та уповноважений Головного управління кораблебудування контрольно-приймального апарату Управління Військово-морських сил РСЧА на суднобудівних заводах № 201 міста Севастополя та № 198 міста Миколаєва.
У 1937 — січні 1939 року — начальник відділу суднобудування, начальник 2-го Головного управління Народного комісаріату оборонної промисловості СРСР.
У січні 1939 — 1940 року — заступник народного комісара суднобудівної промисловості СРСР. У 1940 — липні 1941 року — 1-й заступник народного комісара суднобудівної промисловості СРСР.
Одночасно з січня до липня 1941 року — член Ради з оборонної промисловості при Раді народних комісарів (РНК) СРСР. Під час німецько-радянської війни керував евакуацією миколаївських та київського суднобудівних заводів до східних районів СРСР. У 1941 році — державний радник при Раді народних комісарів (РНК) СРСР.
У липні 1941 — 1943 року — заступник народного комісара суднобудівної промисловості СРСР. У 1943 — березні 1946 року — 1-й заступник народного комісара суднобудівної промисловості СРСР. У березні 1946 — березні 1953 року — заступник міністра суднобудівної промисловості СРСР.
У березні 1953 — квітні 1954 року — 1-й заступник міністра транспортного та важкого машинобудування СРСР.
У квітні 1954 — 15 вересня 1956 року — 1-й заступник міністра суднобудівної промисловості СРСР.
15 вересня 1956 — 14 грудня 1957 року — міністр суднобудівної промисловості СРСР.
У квітні 1958 — березні 1959 року — заступник начальника Зведеного відділу оборонної промисловості Держплану СРСР.
У березні — серпні 1959 року — заступник начальника Управління військового приймання Головного управління кораблебудування Військово-морського флоту СРСР.
З серпня 1959 року — у відставці, проживав у Москві.
Помер 19 квітня 1963 року в Москві. Похований на Новодівичому цвинтарі Москви.

## Звання
- інженер-контрадмірал (31.05.1944)

## Нагороди
- два ордени Леніна (31.03.1944, 5.11.1946)
- два ордени Червоного Прапора (3.11.1944, 3.11.1953)
- орден Нахімова ІІ ст. (8.07.1945)
- два ордени Трудового Червоного Прапора (29.03.1939, 1950)
- медаль «За оборону Москви»
- медаль «За перемогу над Німеччиною у Великій Вітчизняній війні 1941—1945 рр.» (1945)
- медаль «30 років Радянській Армії та Флоту»
- медаль «У пам'ять 800-річчя Москви»
- медалі